# Maison des Indes orientales

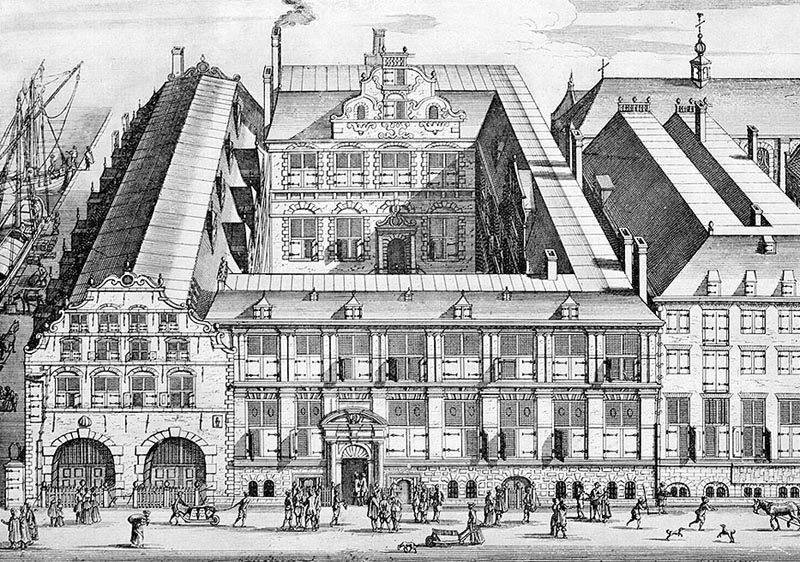
Gravure du XVIIe siècle de la Maison des Indes orientales.

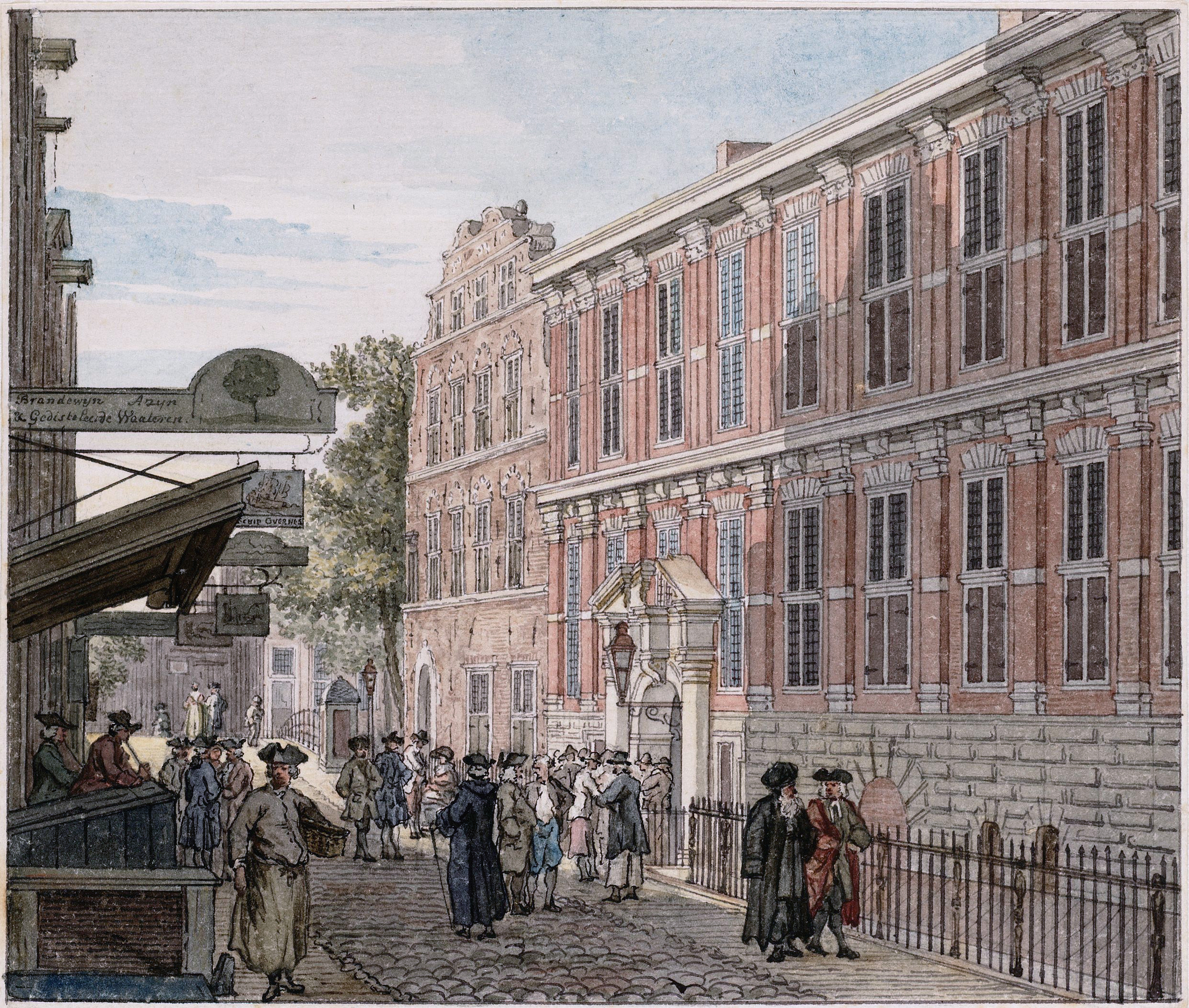
Oost-Indisch Huis par Reinier Vinkeles, 1768.

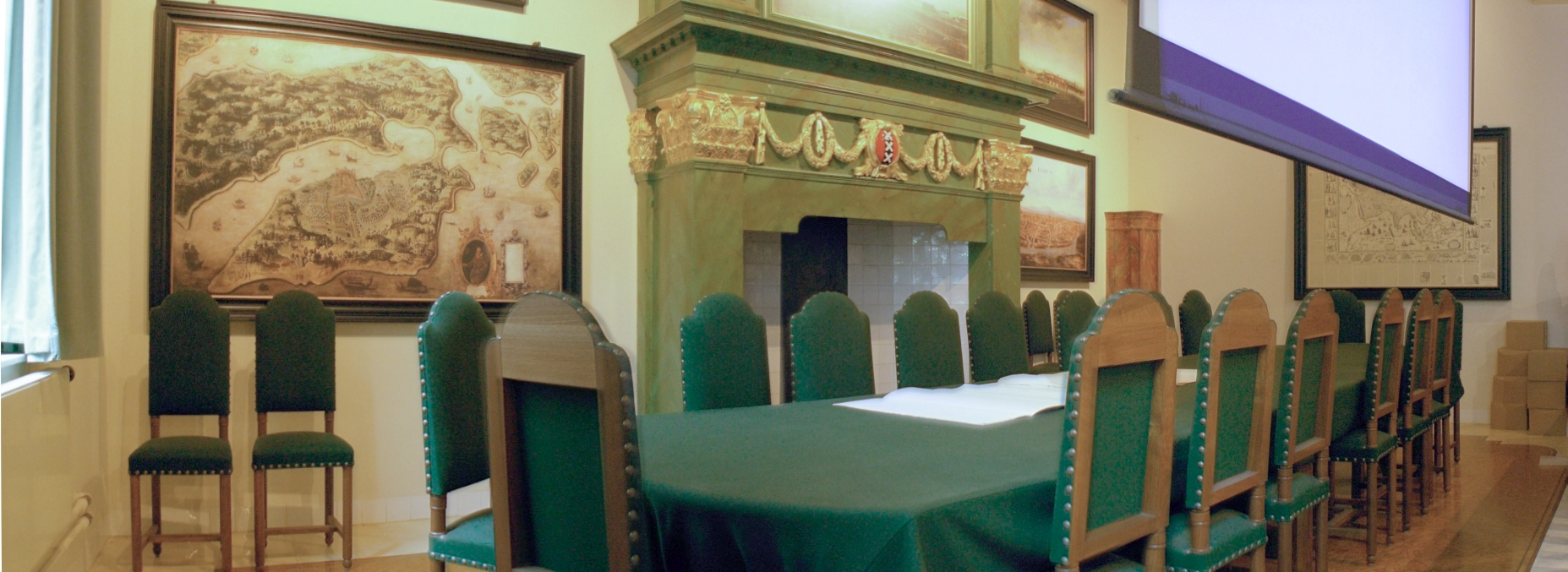
La salle de réunion restaurée des Heeren XVII, les régents de la Compagnie néerlandaise des Indes orientales.

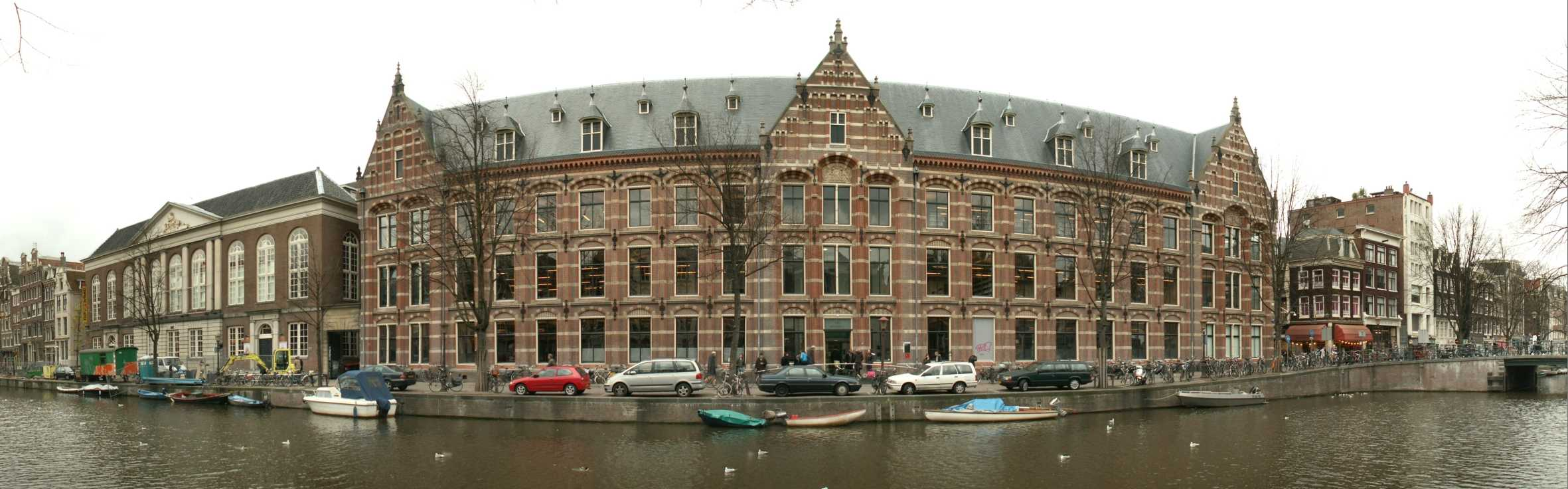
Aile est le long du canal Kloveniersburgwal ajoutée en 1891 pour remplacer la Bushuis.

La Maison des Indes-Orientales (Oost-Indisch Huis en néerlandais) est un édifice du début du XVIIe siècle situé dans le centre d'Amsterdam. Il fut le siège de la chambre d'Amsterdam de la Compagnie néerlandaise des Indes orientales (Vereenigde Oostindische Compagnie). C'est un site du patrimoine national néerlandais (rijksmonument).

## Histoire
En 1603, la chambre d'Amsterdam de la Compagnie des Indes orientales commence à utiliser une partie de l'arsenal Bushuis (nl) sur le canal Kloveniersburgwal comme entrepôt. Deux ans plus tard, la Compagnie des Indes orientales acquiert l'ensemble du bâtiment. Cependant, elle manque toujours d'un espace de réunion et de bureaux, de sorte qu'un nouveau bâtiment est construit juste à côté du Bushuis. Ce bâtiment, achevé en 1606, prend le nom d'Oost-Indisch Huis (Maison des Indes orientales). Il est le premier bâtiment spécialement construit pour la Compagnie des Indes orientales. En 1663-64, l'aile ouest est agrandie. De plus, une aile nord est ajoutée, de sorte que le bâtiment borde également la Oude Hoogstraat (nl). La dernière extension majeure est réalisée entre 1658 et 1661. Une porte avec des pilastres de style toscan et un petit tunnel mènent à une cour intérieure aux façades élégantes de style Renaissance d'Amsterdam, un style particulièrement associé à l'architecte Hendrick de Keyser, qui est probablement responsable de la conception du bâtiment.
La Maison des Indes orientales est un édifice multifonctionnel, servant à la fois d'entrepôt, de centre administratif, de bureau et de salle des ventes. Elle sert de siège à la chambre d'Amsterdam (Kamer) de la Compagnie des Indes orientales. Les 20 régents de la chambre d'Amsterdam s'y réunissaient. Les équipages y étaient recrutés, et les archives et la collection de cartes de la Compagnie des Indes orientales y étaient également été conservées.
Après la dissolution de la Compagnie des Indes orientales en 1798, le bâtiment accueille jusqu'en 1808 le siège du gouvernement colonial de la République batave. En 1891, la Bushuis adjacente est démolie et une nouvelle aile est, conçue par Cornelis Peters (nl), est ajoutée le long de la cour intérieure.
En 1976, l'édifice fait l'objet d'une restauration au cours de laquelle la grande salle de réunion est reconstruite. Le bâtiment est déclaré monument national (rijksmonument). Il est maintenant utilisé par l'Université d'Amsterdam.

## Bâtiments associés
Les chambres de la Compagnie des Indes orientales à Rotterdam, Delft, Enkhuizen et Hoorn avaient également leur siège dans une Maison des Indes orientales. Le bâtiment de Rotterdam est détruit lors du bombardement de Rotterdam en 1940 ; ceux de Delft et de Hoorn existent toujours.
Amsterdam possède également une West-Indisch Huis (maison des Indes occidentales), ou siégeait la Compagnie néerlandaise des Indes occidentales, et qui a également été déclarée monument national néerlandais.

## Sources
- Amsterdam Bureau Monumenten & Archeologie: Oost-Indisch Huis (Néerlandais)
- Amsterdam Monumenten - Oost-Indisch Huis (Néerlandais)
- Gemeente Amsterdam : VOC, 400 jaar handelstraditie (néerlandais)
- COV Kenniscentrum (néerlandais)
- Cultuurwijzer : Oost-Indische Huizen in Nederland (néerlandais)

## Source de la traduction
- (en) Cet article est partiellement ou en totalité issu de l’article de Wikipédia en anglais intitulé « Oost-Indisch Huis » (voir la liste des auteurs).